# David Baltimore
David Baltimore (Nova York, EUA 1938) és un microbiòleg i professor universitari nord-americà guardonat amb el Premi Nobel de Medicina o Fisiologia l'any 1975.
Va néixer el 7 de març de 1938 a la ciutat de Nova York. Va estudiar biologia a la Universitat de Swarthmore, on es va graduar el 1960, i va realitzar el seu doctorat a la Universitat Rockefeller l'any 1964. Va iniciar els seus treballs d'investigació a l'Institut Salk de San Diego i posteriorment fou nomenat professor de microbiologia a l'Institut Tecnològic de Massachusetts. Membre de l'Acadèmia Francesa de Ciències actualment és professor de biologia a l'Institut Tecnològic de Califòrnia, centre del qual en fou el president entre 1997 i 2006.
Durant la seva estada al MIT, i sota l'atenta mirada de Salvador Luria, desenvolupà investigacions sobre l'àcid ribonucleic (ARN), observant com aquest pot ser transcrit a àcid desoxiribonucleic (ADN) mitjançant la Transcriptasa inversa, la qual és un factor important en la reproducció dels retrovirus. L'any 1975 va compartir el Premi Nobel de Medicina o Fisiologia amb Renato Dulbecco i Howard Martin Temin pels seus descobriments referents a la interacció entre els virus tumorals i el material genètic de la cèl·lula.
En honor seu s'anomena l'asteroide (73079) Davidbaltimore descobert el 14 d'abril de 2002 a l'Observatori Palomar per la NEAR.